# Eo-Navia
     Eo-Navia
     Narcea
     Avilés
     Oviedo
     Gijón
     Oriente
     Nalón
     Caudal

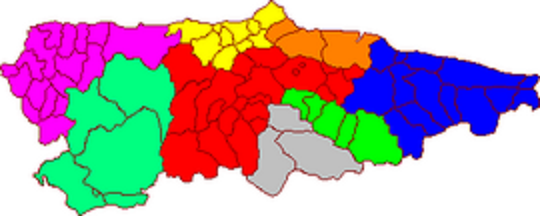
Comarche delle Asturie.
Eo-Navia
Narcea
Avilés
Oviedo
Gijón
Oriente
Nalón
Caudal

La comarca del Eo-Navia è una delle otto comarche delle Asturie. Prende il nome dal fiume Eo e da Navia capoluogo della comarca.

## Composizione
Si compone di 17 comuni:
- Boal
- Castropol
- Coaña
- El Franco
- Grandas de Salime
- Illano
- Navia
- Pesoz
- San Martín de Oscos

- Santa Eulalia de Oscos
- San Tirso de Abres
- Tapia de Casariego
- Taramundi
- Valdés
- Vegadeo
- Villanueva de Oscos
- Villayón